# Institut aérotechnique

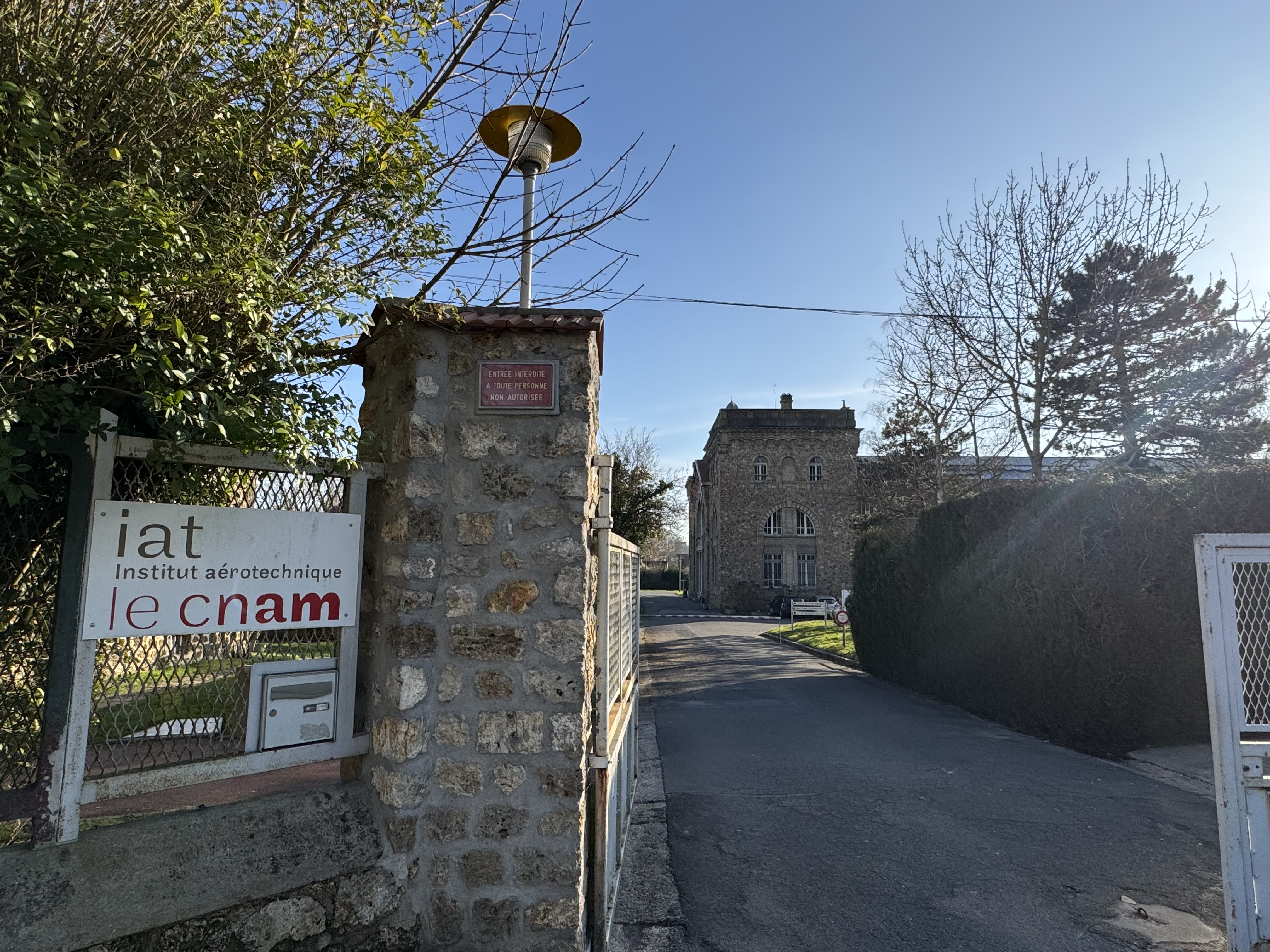
IAT

O Institut aérotechnique (IAT) (em português: Instituto Aerotécnico) é um laboratório público francês de pesquisa pertencente ao Conservatoire national des arts et métiers, especializado em estudos aerodinâmicos, localizado em Saint-Cyr-l'École (Yvelines).
A criação deste instituto deve-se a uma iniciativa de Henri Deutsch de la Meurthe, também fundador do Aéro-Club de France. A sua inauguração ocorreu em 8 de julho de 1911. Atualmente possui vários túneis de vento, alguns dos quais especializados nos setores automotivo, ferroviário e aeroespacial. No que diz respeito à aeronáutica, o laboratório tem parceria com o Institut polytechnique des sciences avancées.